# Herder Vásquez
Herder Vásquez, född 20 juni 1967, är en friidrottare från Colombia. Han deltog vid olympiska sommarspelen 1992 och olympiska sommarspelen 1996.